# Aufsichtsbehörde für das Kommunikationswesen
Die Autorità per le garanzie nelle comunicazioni, auch bekannt als AGCOM, ist die nationale Aufsichtsbehörde  für das Kommunikationswesen Italiens.

## Aufgaben
Die Behörde nimmt Regulierungs- und Aufsichtsfunktionen in den Bereichen Telekommunikation, Verlagswesen, Rundfunk und Postwesen wahr. Das Aufgabenfeld der Behörde umfasst einen sehr breiten Bereich. Zu den Hauptaufgaben gehört die Grundfreiheiten der Verbraucher in den genannten Bereichen zu schützen, weitere Aufgaben sind unter anderem:
- Kontrolle und Regulierung des Telekommunikationsmarktes
- Regulierung und Monitoring des Telefon- und Postsektors
- Schlichtungstätigkeit im Telefonsektor mittels den Provinzial vorhandenen Co.Re.Com. Jene können auch Schiedssprüche und einstweilige Anordnungen erlassen, welche einen gültigen Rechtstitel darstellen.
- Gewährleistung der par-condicio-Vorschriften während Wahlkämpfen
- Kinder- und Jugendschutz in Rundfunk und Fernsehen

In der autonomen Provinz Bozen – Südtirol übernimmt der Landesbeirat für das Kommunikationswesen einige Aufgaben der AGCOM. Hierfür wurden entsprechende Rahmenvereinbarung unterzeichnet.

## Befugnisse
Die Behörde kann Ermittlungen durchführen und Beschlüsse erlassen. Diese können zu Verwarnungen, Bußgeldern oder anderen verwaltungsrechtlichen Sanktionen führen. Wenn die Behörde eine Situation für dringlich hält, kann sie einstweilige Maßnahmen ergreifen. Die Behörde kann Untersuchungen über die Guardia di Finanza und Postpolizei (Polizia postale e delle comunicazioni) verfügen. Gegen Maßnahmen der Behörde kann vor dem zuständigen Verwaltungsgericht (TAR) Berufung eingelegt werden.

## Präsidenten der AGCOM
- 1981–1987: Mario Sinopoli
- 1987–1996: Giuseppe Santaniello
- 1996–1997: Francesco Paolo Casavola
- 1998–2005: Enzo Cheli
- 2005–2012: Corrado Calabrò
- 2012–2020: Angelo Marcello Cardani
- 2020–heute: Giacomo Lasorella